# هاينر غايسلر
هاينر غايسلر (بالألمانية: Heiner Geißler) (الاسم الكامل: هاينريش يوزيف غيورغ غايسلر؛ مواليد 3 مارس 1930 في أوبرندورف آم نيكار - 11 سبتمبر 2017 في غلايسفايلر)، كان سياسي ألماني ينتمي إلى الاتحاد الديمقراطي المسيحي (CDU).

## روابط خارجية
- هاينر غايسلر على موقع IMDb (الإنجليزية)
- هاينر غايسلر على موقع مونزينجر (الألمانية)
- هاينر غايسلر على موقع ديسكوغز (الإنجليزية)